# Cratere Bellini
Bellini  è un cratere sulla superficie di Mercurio.